# Aconodes nepalensis
Aconodes nepalensis är en skalbaggsart som beskrevs av Heyrovský 1976. Aconodes nepalensis ingår i släktet Aconodes och familjen långhorningar.
Artens utbredningsområde är Nepal. Inga underarter finns listade i Catalogue of Life.